# Purchawkowate
Purchawkowate (Lycoperdaceae Chevall.) – rodzina grzybów należąca do rzędu pieczarkowców (Agaricales).

## Charakterystyka
Grzyby o owocnikach nadziemnych, czasami częściowo zagłębionych w podłożu. Średnica owocników zazwyczaj od 5 do 30 cm, kształt kulisty, odwrotnie gruszkowaty, bochenkowaty, rzadziej buławowaty lub maczugowaty. Młode owocniki zazwyczaj białe, o konsystencji mięsistej, podczas dojrzewania brązowieją i wysychają wskutek zachodzącej w nich autolizy. Perydium dwuwarstwowe. Warstwa zewnętrzna (egzoperydium) o powierzchni gładkiej, mączystej, ziarnistej, brodawkowatej, kolczastej lub mieszanej, czasami łatkowatej. Podczas dojrzewania łuszczy się i odpada drobnymi fragmentami, lub dużymi płatami. Warstwa wewnętrzna (endoperydium) cienka, papierowata lub pergaminowata, gładka, zwykle matowa, o barwie od jasnobrązowej do ciemnobrązowej. U dojrzałych owocników na szczycie perydium tworzy się niewielki otwór. Może być szczelinowaty, nieregularny lub kolisty. U nielicznych gatunków w wyniku oderwania się owocnika od grzybni powstaje kolisty otworek, lub owocnik pęka szczelinami.
Wnętrze owocnika wypełnia gleba, która początkowo jest biała, mięsista lub watowata. Podczas dojrzewania ciemnieje i staje się kolejno żółta, oliwkowa, brązowa i ciemnobrązowa, a także zmienia się jej konsystencja; staje się pylista lub włóknisto-pylista. Gleba może zajmować całe wnętrze owocnika, lub tylko jego górną część, reszta to jałowe podglebie, które u niektórych gatunków tworzy coś w rodzaju trzonu. U niektórych gatunków między glebą i podglebiem występuje diafragma. Pomiędzy luźnymi strzępkami gleby podczas rozwoju tworzą się liczne komory o ścianach pokrytych hymenium złożonym z podstawek. Zanikają one wcześnie, a równocześnie niektóre strzępki grzybni tworzą włośnię, w której znajdują się zarodniki. W środkowej części owocnika często tworzy się stożkowata kolumella.
Podstawki mają sterygmy, zazwyczaj trwałe, długie i sztywne. Przy uwolnionych zarodnikach zwykle pozostaje cała sterygma, lub jej odłamana część. W dojrzałej glebie zwykle znajduje się duża ilość połamanych fragmentów sterygm. Wysyp zarodników brązowy, zarodniki kuliste lub jajowate, zazwyczaj z jedną gutulą silnie załamującą światło. Powierzchnia zarodników jest gładka, punktowana lub brodawkowata.

## Systematyka
Rodzinę Lycoperdaceae utworzył François Fulgis Chevallier w 1820 r. W klasyfikacjach taksonomicznych po 1990 r. rodzinę tę zlikwidowano, a należące do niej gatunki przeniesiono do innych rodzin. W 2020 r. po przeprowadzonej rewizji filogenetycznej rodzinę z powrotem odtworzono.
Według klasyfikacji Dictionary of the Fungi do rodziny Lycoperdaceae należą następujące rodzaje:
- Apioperdon (Kreisel & D. Krüger) Vizzini 2017
- Bovista Pers. 1794 – kurzawka
- Bryoperdon Vizzini 2017
- Calbovista Morse ex M.T. Seidl 1995
- Calvatia Fr. 1849 – czasznica
- Gastropila Homrich & J.E. Wright 1973
- Lycoperdon Pers. 1794 – purchawka
- Morganella Zeller 1948